# Брайтунген
Брайтунген (нім. Breitungen) — громада в Німеччині, розташована в землі Тюрингія. Входить до складу району Шмалькальден-Майнінген.
Площа — 44,89 км2. Населення становить 4611 ос. (станом на 31 грудня 2021).